# Шерстечесальщицы
«Шерстечесальщицы» — трагедия древнегреческого драматурга Эсхила (первая половина V века до н. э.), входившая в состав «Второй дионисовой тетралогии». Её текст почти полностью утрачен.

## Сюжет и судьба пьесы
«Шерстечесальщицы» стали частью цикла пьес, посвящённого мифам Беотии и истории бога виноделия Диониса («Второй дионисовой тетралогии»). В состав этого цикла входили также трагедии «Семела, или Водоносицы» и «Пенфей», сатировская драма «Кормилицы Диониса». В источниках нет точной информации о том, в каком порядке эти пьесы следовали друг за другом; предположительно «Семела» была первой частью тетралогии, «Пенфей» — второй, а «Шерстечесальщицы» — третьей.
Главные героини трагедии — Миниады, три дочери Миния — царя беотийского Орхомена. Когда через их город проходил Дионис со своими спутниками, царевны отказались присоединиться к его шествию и продолжили домашнюю работу. За это бог их наказал: Миниады сошли с ума и превратились в летучих мышей. Предположительно хор в пьесе составляли их служанки или подруги.
Текст «Шерстечесальщиц» утрачен почти полностью. Сохранились только несколько фрагментов (фрагменты 169—171 Радт) — часть реплики богини безумия Лиссы, упоминания вакхического праздника и (предположительно) подземных божеств.